# Puntate di Destini in fiamme
La miniserie televisiva francese Destini in fiamme (Le Bazar de la Charité), composta da 8 puntate, è stata trasmessa in prima visione su TF1 dal 18 novembre al 9 dicembre 2019. Successivamente è stata distribuita sulla piattaforma streaming Netflix.
| Nº | Titolo originale | Prima TV Francia | Titolo italiano | Pubblicazione Italia |
| -- | ---------------- | ---------------- | --------------- | -------------------- |
| 1  | Épisode 1        | 18 novembre 2019 | Episodio 1      | 26 dicembre 2019     |
| 2  | Épisode 2        | 18 novembre 2019 | Episodio 2      | 26 dicembre 2019     |
| 3  | Épisode 3        | 25 novembre 2019 | Episodio 3      | 26 dicembre 2019     |
| 4  | Épisode 4        | 25 novembre 2019 | Episodio 4      | 26 dicembre 2019     |
| 5  | Épisode 5        | 2 dicembre 2019  | Episodio 5      | 26 dicembre 2019     |
| 6  | Épisode 6        | 2 dicembre 2019  | Episodio 6      | 26 dicembre 2019     |
| 7  | Épisode 7        | 9 dicembre 2019  | Episodio 7      | 26 dicembre 2019     |
| 8  | Épisode 8        | 9 dicembre 2019  | Episodio 8      | 26 dicembre 2019     |

## Episodio 1
Parigi, 4 maggio 1897. La storia inizia tre ore prima del tragico incendio che ha causato oltre 200 feriti e la morte di 126 persone, di cui 118 donne.
Adrienne è una donna dell'alta borghesia intrappolata in un matrimonio violento con il marito, Marc-Antoine de Lenverpré, candidato alla presidenza del Senato. L'uomo spedisce loro figlia Camille in un eccellente collegio all'estero senza che Adrienne possa salutarla, poi intima alla moglie di ritirare la richiesta di divorzio e di comportarsi con obbedienza, e le dà dei soldi da spendere al Bazar de la Charité, un importante evento di beneficenza sponsorizzato dall'aristocrazia che gli servirà per la campagna elettorale. Tra i numerosissimi ospiti del Bazar ci sono anche Alice de Jeansin, nipote di Adrienne, e Rose Rivière, sua domestica la quale, pur nutrendo un profondo affetto nei suoi confronti, cerca il momento giusto per dirle che la settimana successiva partirà per New York col marito Jean, cocchiere dei de Jeansin.
Alice si imbatte in un carismatico delinquente, Victor Minville, che dopo una breve discussione le restituisce il suo orologio rubato, poi incontra l'amica Odette de la Trémoille e suo figlio piccolo Thomas, che desidera tornare alla sala cinematografica. Alice si offre di accompagnare il bambino e nella sala, dove stanno proiettando L'arrivo di un treno alla stazione di La Ciotat dei fratelli Lumière, la ragazza si riunisce al suo promesso sposo, Julien de la Ferté, prima di andarsene insieme, mentre Rose e Thomas rimangono lì. Adrienne esce in anticipo per raggiungere l'amante Hugues Chaville, giornalista del quotidiano La Chouette, al quale spiega cosa è successo con Marc-Antoine.
Nella sala delle proiezioni, tutti gli spettatori ridono di cuore davanti al cortometraggio L'innaffiatore innaffiato. All'improvviso, dietro di lei Rose vede il fuoco provenire dal proiettore cinematografico prima che esploda; i presenti nella sala del cinema sono stati informati dell'incidente e sono già stati evacuati con calma. Nonostante gli sforzi del personale, che versa sulle fiamme secchi d'acqua per cercare di estinguerle, l'incendio si espande rapidamente. Rose riesce a mettere in salvo Thomas prima di rientrare nel Bazar per portare via Alice e Odette.
Le urla squarciano la tranquillità e un'ondata di panico attanaglia il Bazar, con le persone che sciamano sulle porte girevoli. Il panico dilaga. Gli uomini cercano solo di salvare la propria pelle invece di aiutare le donne intrappolate, arrivando anche a picchiarle col bastone per farsi strada; Odette viene spinta, cade a terra e muore calpestata dagli uomini e dalle donne in fuga. L'unica via d'uscita è ormai bloccata, ma i vigili del fuoco riescono a entrare attraverso un segmento di muro martellato e a salvare i superstiti. Alice inciampa e Julien spinge Rose tra le fiamme, salvandosi e rifiutandosi di tornare indietro; Alice crolla a terra e grida aiuto, ma viene salvata per miracolo da Victor. Dopo averla condotta in salvo, Victor si precipita fuori e cerca di aiutare i feriti mentre le fiamme inghiottono il resto della struttura di legno.
All'alba, Adrienne viene raggiunta da Hugues e realizza con orrore che anche lei avrebbe potuto rimanere vittima dell'incendio. La donna prende una decisione drastica: per avere almeno una speranza di rivedere la figlia Camille, farà credere al marito di essere morta.
- Ascolti Francia: telespettatori 7 110 000 – share 29,8%[1].

## Episodio 2
Hugues ospita Adrienne a casa sua, e la donna gli spiega che, pur sentendosi ignobile nell'approfittare di questo dramma per far credere che sia morta, se finge di esserlo il marito farà tornare la figlia per il suo funerale, così potrà recuperarla e scappare con lei. Hughues prova a farla ragionare ma poi decide di aiutarla.
Gli ospedali lottano per far fronte al grande numero di feriti causati dall'incendio, inclusa Rose che stringe saldamente i suoi biglietti per il viaggio verso New York. Madame Huchon, madre di Odette, entra nell'ospedale corrompendo una guardia, e trova sua figlia tra i corpi carbonizzati nell'obitorio; saputo che la deturpazione al volto di Rose — inizialmente scambiata per Odette per via del bendaggio al volto — sarà permanente in seguito alle ustioni, decide di portarla a casa dopo averle tolto il braccialetto e averle messo l'anello  di Odette, in modo da farla passare per sua figlia.
Intanto Alice torna a casa e racconta a suo padre Auguste — che aveva inaugurato la serata al Bazar de la Charité — la terribile esperienza vissuta, spiegandogli come Julien abbia spinto Rose tra le fiamme per salvarsi la pelle, uccidendola; si rifiuta anche di vederlo sapendo cosa ha fatto, e dal pianerottolo ascolta Julien raccontare a sua madre Mathilde una versione distorta della vicenda. Alice decide di accompagnare Jean alla ricerca di Rose, scoprendo il suo braccialetto e credendo che sia morta; all'esterno dell'ospedale la ragazza incontra nuovamente Victor — che in quanto anarchico cerca di passare inosservato —, col quale si dà appuntamento al bosco di Boulogne nella piana dei faggi.
Alla stazione di polizia, Marc-Antoine e un gruppo di agenti valutano se l'incendio sia di origine dolosa o meno, con il prefetto Leblanc che ipotizza come autori gli anarchici. Dei ladri si intrufolano nell'obitorio e rubano i gioielli delle defunte, il che rende impossibile identificare le borghesi e le domestiche. Adrienne vende alcuni gioielli a un commerciante che, interrogato dagli investigatori, fornisce un identikit della donna.
Le ostilità tra Alice e Julien non fanno che aumentare. Di fronte ai suoi genitori, Alice lo accusa di aver spinto Rose tra le fiamme uccidendola, rifiutandosi di sposarlo e non sapendo ancora che in realtà Rose è sopravvissuta. Intanto quest'ultima tenta di liberarsi dalla prigionia nella quale Madame Huchon l'ha costretta nella camera di Odette, e Madame Huchon le inietta un sedativo.
- Ascolti Francia: telespettatori 6 500 000 – share 32,2%[1].

## Episodio 3
Rose prova a scappare ma viene fermata dai domestici, si toglie le bende e dopo aver visto il proprio volto sfigurato dalle ustioni sviene per lo shock. Quando si riprende, Madame Huchon le spiega perché ha scambiato l'identità di Odette con la sua: non vuole che quel furfante di suo genero, Jacques de la Trémoille, erediti la fortuna di Odette, nonché quella del nipote Thomas; lui voleva denaro, loro un nome importante. Madame Huchon considera uno sbaglio averli fatti sposare, e chiede a Rose di prendere il posto di Odette grazie alla loro somiglianza, offrendole in cambio una vita lussuosa. Le dà ventiquattr'ore per prendere una decisione.
Alice parla con Julien di ciò che è successo nella fatidica notte dell'incendio e di come lei sia stata salvata da un altro uomo; Julien ammette infine di aver spinto Rose tra le fiamme, ma di averlo fatto solo perché aveva paura e non di proposito, affermando che lo incolpa di essere sopravvissuto e che se fosse morto non la penserebbe in questo modo. Auguste spiega alla figlia di aver ricevuto consigli sbagliati suoi investimenti e che il suo giornale è quasi in rovina, che l'unica speranza di salvezza per loro dipende dal matrimonio tra lei e Julien, e se non agiscono in fretta entro due mesi dovranno vendere tutto, anche la loro abitazione.
Nascosta in una carrozza, Adrienne osserva da lontano il ritorno di Camille. Nella notte la donna raggiunge la sua vecchia casa e lascia un messaggio per la figlia nella sua voliera, con le istruzioni per incontrarla al parco tre giorni dopo, poi si avvicina di soppiatto a un finestrone e vede Camille mentre prega sulla sua bara dicendo che avrebbe preferito morire con lei al Bazar piuttosto che rimanere col padre.
Dopo il funerale di Rose, Madame Huchon si scusa idealmente con Odette per quello che si è sentita di dover fare. Nel frattempo, Rose assume un po' di morfina ed esamina allo specchio l'entità delle ustioni, che le hanno rovinato la metà sinistra del corpo. Poco dopo Alice arriva per cercare di consolare quella che lei presume sia Odette. Dopo che Alice se ne va, Rose dà alla cameriera i biglietti per New York da far recapitare a Jean; successivamente discute con Madame Huchon, dicendo con dispiacere che nonostante abbia passato metà della sua vita con Alice lei non l'ha riconosciuta, quindi accetta la sua proposta e decide di fingersi Odette alla sola condizione di non dormire con Jacques, al che Madame Huchon le risponde che l'uomo c'è raramente e quando c'è dorme con altre donne fuorché con sua moglie.
Alla stazione di polizia, su sollecitazione di Marc-Antoine, si apre un'indagine su Victor, anarchico che si trovava in ospedale tra i feriti e che era stato assunto come pittore prima dell'apertura del Bazar, come probabile terrorista autore del disastroso incendio. Il prefetto Célestin Hennion rintraccia Victor, che si dichiara innocente, e gli chiede se può trovare alcune delle persone che ha salvato per testimoniare a suo favore, altrimenti rischia di essere ghigliottinato.
L'articolo scritto da Hugues sull'incendio e sulle violenze inflitte dagli uomini nei confronti delle donne ha fatto molto scalpore, e il giornale gli offre il ruolo di assistente editore. Adrienne scopre che Léo — un bambino amico di Hugues e strillone de La Chouette che l'aveva accompagnata dal commerciante — ha rubato i soldi perché era l'unico a sapere dove stavano, e litiga con Hugues. Thomas vede brevemente Rose, coperta con un foulard, credendo che sia sua madre. Alice decide infine di sposare Julien al solo scopo di salvare la propria famiglia; nonostante ciò, in seguito la ragazza si incontra con Victor nel bosco e si appartano per consumare un rapporto intimo.
- Ascolti Francia: telespettatori 6 600 000 – share 27%[2].

## Episodio 4
Thomas sussurra a Rose di sapere chi è in realtà, ma agli occhi degli altri i due fingono che di essere madre e figlio; il bambino capisce però che sua madre non tornerà più. Adrienne affronta Léo, il quale sostiene di essere stato costretto a rubare i soldi da un uomo che li ha tenuti tutti. Marc-Antoine dice alla figlia che vendicherà la morte della madre.
Adrienne arriva in chiesa si riunisce a sua sorella Mathilde, promettendo di tenersi in contatto. Hennion informa Victor che a Lenverpré, il quale ha fatto pubblicare sui giornali le accuse nei suoi confronti, serve un colpevole per le elezioni, dicendogli di lasciare Parigi fintanto che le indagini non saranno concluse. Alice — sconvolta dopo essere venuta a sapere delle accuse a carico di Victor, del quale brucia una lettera — consegna a Jean i biglietti per New York inviati da Rose, anche se sulla busta non è scritto il mittente; la ragazza gli dice di andare comunque negli Stati Uniti perché era il sogno di Rose.
Hugues riceve la visita di Hennion, che gli domanda informazioni in merito ai gioielli rubati e gli consegna l'identikit di Adrienne — che lui afferma di non conoscere —, dicendogli di farlo pubblicare perché si suppone che sia stata questa donna a rubare i gioielli dai corpi nell'obitorio. Mentre lasciano il condominio, Hennion e un poliziotto vedono arrivare Adrienne e decidono di seguirla; Hugues informa Adrienne che i due tipi che ha incrociato sono membri della Sicurezza Generale, le mostra l'identikit e le spiega il perché della loro visita. Hennion osserva i due raggiungere di soppiatto la dimora dei Lenverpré, dove Adrienne si intrufola e prende i soldi dalla cassaforte. Il giorno dopo Hennion si reca da Marc-Antoine per restituirgli i gioielli della moglie, e lì ha la certezza che Adrienne è ancora viva dato che una sua foto sul muro corrisponde all'identikit, tesi avvalorata ulteriormente dal fatto che una collana viene riconosciuta per essere stata indossata da Adrienne il giorno dell'incendio, e che non risulta bruciata.
Rose sviene e scopre di essere incinta, ma Madame Huchon — che da un po' ha iniziato a tossire sangue — la mette in una situazione difficile intimandole di abortire. Victor si arrampica su un albero nel giardino dei de Jeansin e Alice lo fa entrare in camera; lui le spiega che nelle accuse nei suoi confronti sono false, considerando che ha rischiato la vita per salvarla e che la sta rischiando anche adesso che è ricercato pur di andarla a trovare. Le professa il suo amore e si baciano, ma vengono scoperti da Auguste mentre si stanno abbracciando; l'uomo gli dice subito di andarsene, poi rimprovera duramente sua figlia per come si sta comportando.
Camille arriva al parco come programmato e incrocia lo sguardo con sua madre, seduta sulla panchina adiacente. Mentre se ne stanno andando, Adrienne si accorge di essere osservata da Hennion e il poliziotto i quali — dopo che la donna lascia sua figlia promettendole di ritrovarla — riescono a fermarla.
- Ascolti Francia: telespettatori 5 950 000 – share 29,2%[2].

## Episodio 5
Mentre Marc-Antoine scopre il biglietto scritto dalla moglie a Camille, Adrienne viene interrogata da Hennion sul motivo per cui voleva scomparire e le dice che la terrà lì per un po' per la sua sicurezza. Jacques, marito di Odette, torna a casa e saluta il figlio e la suocera, che non sembrano contenti di vederlo, viene rimproverato da Madame Huchon per il suo essere libertino e poi fa visita a sua "moglie", rimanendo scioccato dal suo nuovo aspetto.
Nel giorno del fidanzamento ufficiale, Alice si assenta per una cavalcata nel bosco e Julien va a cercarla; alla fine la trova — poco dopo che la ragazza ha promesso a Victor di aiutarlo a dimostrare la sua innocenza —, le fa la proposta di matrimonio e tornano insieme a casa i festeggiamenti. Intanto Madame Huchon cerca di far abortire Rose, ma la donna si oppone con forza e minaccia di chiamare la polizia per rivelare tutto; tuttavia, Madame Huchon le dice che farà credere alla polizia di essere stata manipolata da una cameriera che si è approfittata del dolore di una madre, e che nessuno crederà alle parole di una domestica, quindi le intima di sbarazzarsi del suo bambino.
Hennion comunica ad Adrienne che sua figlia non è tornata a casa e le rivela che 15 anni prima Marc-Antoine ha ucciso una donna picchiandola selvaggiamente, Eva Schaff, cantante di cabaret, ma che non ha potuto dimostrarlo, che lui era a capo delle indagini e questo gli costò il lavoro: deve fare attenzione a suo marito, che ha mandato dei criminali a cercarle e perché non ci penserebbe due volte a ucciderla. Adrienne viene rilasciata e, in preda al panico, cerca l'aiuto di Hugues per trovare Camille; Hugues scopre che Hennion aveva una relazione con Eva, che venne spedito alle colonie e che il caso venne opportunamente insabbiato.
Nel frattempo, Marc-Antoine scopre che sua moglie stava vedendo qualcuno e dopo aver strappato la verità a Léo con le minacce, scopre l'identità e l'indirizzo di Hugues, che viene subito informato da Léo stesso. Hugues torna di corsa a casa dove ci sono già Marc-Antoine e i suoi scagnozzi: l'uomo inizia a picchiarlo e a chiedere dove si trova sua moglie, e Hugues mente dicendogli che è partita per l'estero con Camille, ricordando di come ha incontrato Adrienne e come hanno iniziato la loro relazione segreta. Marc-Antoine lo pugnala ripetutamente allo stomaco.
Hennion interroga Alice, la quale gli dice che Victor l'ha salvata durante l'incendio ed è pronta a testimoniare in suo favore, cosa che fa infuriare Julien che cerca di fermarla strattonandole il braccio davanti a tutti gli ospiti. Alice si dirige da Rose, pensando ancora che si tratti Odette, e le spiega che Victor è innocente e l'ha effettivamente salvata. Rose rivela quindi che c'era stato un piccolo incendio nella cabina di proiezione e che un uomo provava a spegnerlo, ma non c'è riuscito ed è scappato; non l'ha visto in volto, ma crede che fosse il proiezionista. La sera, Alice racconta a Victor ciò che ha scoperto sull'incendio — si è trattato dunque di un incidente e non di un attentato —, e siccome Victor conosce il proiezionista lei gli chiede di parlarci; mentre si baciano Julien li osserva di nascosto.
In ospedale, Adrienne è al capezzale di Hugues in attesa che si svegli; l'uomo, poco prima di morire, riesce a malapena a dirle di stare attenta a suo marito e di prendersi cura di se stessa. Nel cuore della notte, Rose va nella camera di Jacques e lo spinge a fare sesso con lei, in modo che il bambino che aspetta possa essere fatto passare per suo e che Madame Huchon non la costringa più ad abortire.
- Ascolti Francia: telespettatori 6 603 000 – share 26,4%[3].

## Episodio 6
Léo salva Camille da un'aggressione al parco — dove stava vagando sola — e da due uomini del padre, e la porta da sua zia Mathilde, poi si precipita a riferirlo ad Adrienne. Sfortunatamente Marc-Antoine arriva prima di lei dai cognati, e Adrienne lo vede portare via la figlia.
Dopo la visita della "moglie" la notte precedente, Jacques ha un rinnovato interesse per lei. Intanto Victor trova e affronta il proiezionista sull'incendio, Michael: egli spiega di aver cambiato una lampada al proiettore, che il tappeto ha preso fuoco a causa dei motori e ha provato a spegnerlo ma non ci è riuscito ed è caduto su una bombola di etere, poi è esploso tutto; non ha potuto fare niente ed è tutta colpa degli organizzatori perché lui li aveva avvertiti di mettere delle finestre, che infatti non sono state messe. Da quel giorno Michael convive col senso di colpa, eppure Victor gli dice di tenere la bocca chiusa e rivela ad Alice che è stato suo padre Auguste a installare il cinema al Bazar, perciò se lui testimonia suo padre verrà accusato.
Alice quindi si precipita da suo padre e rivela la verità, implorandolo di parlare con la polizia poiché crede che le sue conoscenze lo aiuteranno in sua difesa, poiché è stato un incidente. Questo lo spinge a visitare Marc-Antoine, e mentre gli spiega la vera causa dell'incidente, Marc-Antoine si rifiuta di accettarlo poiché ha bisogno che sia un vero incidente per aiutarlo a vincere le elezioni, preferendo farlo passare come attentato anarchico. Mentre lasciano la stanza, Marc-Antoine scopre da Julien qual è il nascondiglio di Victor; sempre Julien dice ad Auguste di aver visto Alice baciare Victor, e per questo il loro matrimonio è annullato.
Entrando nel cabaret degli anarchici, Adrienne parla con loro dichiarando di sapere chi è l'assassino di Eva Schaff, cioè suo marito. Victor, che è figlio di Eva, viene a sapere dal barista che sua madre e Marc-Antoine erano diventati amanti poco dopo il loro arrivo a Parigi: lui la usava per vendere segreti militari e la obbligava a mettere codici negli spartiti musicali; Marc-Antoine collaborava con la Germania per finanziare le sue ambizioni, e uccise Eva perché lei decise di lasciarlo. Prima di farlo, la donna aveva fatto promettere al barista di non dire mai al figlio di questa storia, per proteggerlo. Improvvisamente arriva la polizia per arrestare Victor, proprio mentre Adrienne riesce a scappare. Hennion scopre che l'irruzione è stata voluta da Leblanc su ordine di de Lanverpré, gli dice che il ragazzo è innocente e che lo avrà sulla coscienza; Leblanc lo fa arrestare con l'accusa di favoreggiamento del nemico.
Determinato a scoprire chi gli ha inviato la lettera, Jean arriva a casa di de la Trémoille, offrendo i suoi servizi come cocchiere, e Jacques accetta perché ne ha effettivamente bisogno, assumendolo immediatamente. Madame Huchon e Rose sono turbate nel vedere Jean e, tornando al piano di sopra, Rose chiama disperatamente suo marito. Michael viene investito da una carrozza per strada — certamente di proposito per metterlo a tacere. Adrienne decide di tornare nella sua vecchia casa e assiste di persona al discorso del marito, il quale promette che se verrà eletto manderà in prigione tutti gli anarchici.
- Ascolti Francia: telespettatori 5 940 000 – share 29,4%[3].

## Episodio 7
Marc-Antoine affronta sua moglie e la rinchiude in una stanza segreta. Alice decide di dire al giornale la verità sull'incendio nel tentativo di salvare Victor, e anche se la avvertono che questo sarà uno scandalo per suo padre, lei dichiara che non può permettere che un innocente sia condannato a morte.
Una cameriera, ex amante gelosa di Jacques, rivela a quest'ultimo che sua "moglie" è incinta, e di averla sentita parlare di aborto con Madame Huchon; prima di una cena celebrativa in onore delle donne vittime dell'incendio, Jacques dice a Rose che se è veramente incinta ed è venuta a letto con lui solo per "scaricargli un bastardo", le assicura che il figlio non sopravvivrà, dopodiché la porta al piano di sotto, e mentre saluta gli ospiti Rose annuncia che stanno aspettando un bambino. Jean ascolta una conversazione tra due cameriere e comincia a sospettare che Odette sia in realtà Rose. Marc-Antoine dice a suo cognato che lo aiuterà finanziariamente e che ha fatto investire il proiezionista, lasciandolo senza parole.
Jacques, ubriaco, dichiara che scoprirà chi ha messo incinta sua "moglie" e lo ucciderà. Jean viene licenziato da Madame Huchon, ma prima di partire si dirige nella stanza di Rose e le chiede chiarimenti sulla lettera che ha ricevuto, dicendole che se sua moglie fosse sfigurata come lei e fosse scappata per una qualche ragione, la amerebbe come prima, alla stessa maniera. Questo spinge Rose ad aprire la porta rivelando chi è. Sollevato dal fatto che sua moglie sia viva, Jean giura di non lasciarla mai più.
Adrienne implora il marito di farle vedere Camille, decidendo di sedurlo a modo suo. La testimonianza di Alice in favore di Victor viene pubblicata: Marc-Antoine chiede al cognato che sua figlia scriva una ritrattazione dopo tutto ciò che ha fatto per lui, considerando anche che ha cancellato tutte le prove, in caso contrario Alice finirà in manicomio. Tuttavia la ragazza si rifiuta di ritrattare, e suo padre si vede costretto a chiuderla a chiave in camera.
Dopo aver suonato il piano insieme alla moglie, Marc-Antoine si addormenta, così Adrienne inizia a sfogliare i suoi spartiti e invia una lettera alla polizia. Mentre Rose esce di casa, Jacques la spia e afferra una pistola.
- Ascolti Francia: telespettatori 6 935 000 – share 27,7%[4].

## Episodio 8
Rose e Jean si incontrano nelle scuderie, iniziano a baciarsi e appare Jacques che con una pistola minaccia Jean di ucciderlo. Segue una rissa tra entrambi gli uomini, che si conclude con Rose che colpisce ripetutamente Jacques con un manganello, fino a ucciderlo. Jean vuole scappare, ma Rose decide di far sembrare la sua morte un incidente a cavallo favorita dalle sue frequenti bevute, perché non vuole che debbano vivere come fuggitivi.
Marc-Antoine concede alla moglie di rivedere loro figlia: rimaste sole, Adrienne spiega a Camille che il giorno stesso suo padre verrà arrestato e loro due potranno riunirsi. Auguste sta ancora cercando di convincere Alice a scrivere una ritrattazione, ma la ragazza rifiuta ricordandogli che — come lui stesso dice sempre — «la paura ostacola il progresso», e in questo caso il progresso è la libertà delle donne, perciò non poteva non parlare. Auguste spiega a Julien che quello che ha scritto La Chouette è vero: il cinematografo ha dato inizio all'incendio, ma il cognato minaccia di far internare Alice se lui non lo appoggerà ritrattando al posto della figlia. Per assicurarsi di vincere le elezioni Marc-Antoine deve trovare un colpevole, e tutti i deputati devono qualcosa a de Lenverpré, lui per primo.
Julien — che fino ad allora era convinto che si trattasse di un attentato visto che veniva dipinto così da tutti —, una volta scoperto che de Jeansin sapeva già queste cose quando aveva denunciato Victor, decide di rimediare a quest'ingiustizia e va a trovare Alice, promettendole di aiutarla a vedere Victor un'ultima volta. Alice a trovare Victor in prigione — dove è rinchiuso anche Hannion —, abbracciandolo e dicendogli di aver svelato la verità alla stampa e che lo libereranno. Sfortunatamente, il ragazzo le dice che è stato processato a porte chiuse e che lo giustizieranno il giorno seguente all'alba.
Adrienne fa in modo che Camille fugga con Léo, ma il suo piano, anche se compiuto, viene scoperto dal marito. Madame Huchon trova Jacques morto e giunge alla conclusione che potrebbe essere stato ucciso da un cavallo — anche se trova una gemma tra la paglia —, e comunica la notizia a Thomas e Rose. Mathilde informa il marito che molti anni prima Marc-Antoine ha ucciso una donna, e di averlo saputo da Adrienne: l'uomo scopre quindi che la cognata è ancora viva.
La mattina seguente, Madame Huchon affronta Rose riguardo alla gemma trovata nella stalla. Rose rivela la verità sulla morte di Jacques e le dice che aveva intenzione di scappare con Jean. Madame Huchon le dice che essendo gravemente malata le rimangono pochi mesi di vita, e le chiede di crescere Thomas come suo dato che nonostante tutto entrambi si sono affezionati l'uno all'altra. Madame Huchon le ricorda allora che alla sua morte sarà ricca, ed essendo tecnicamente vedova tra qualche tempo potrà sposare chiunque vorrà.
Victor viene condotto alla ghigliottina tra la folla esultante, con Alice che urla la sua innocenza. Proprio mentre la testa del ragazzo è appoggiata sul dispositivo, Auguste ferma tutto: dichiara che Victor è innocente e che la causa dell'incendio è stato il cinematografo fatto installare da lui. Leblanc sospende l'esecuzione. Alla stazione di polizia, finalmente Auguste rivela al prefetto la natura crudele di Marc-Antoine; a sua volta Hennion gli rivela che ha assassinato Eva Schaff perché non voleva più cooperare all'invio di informazioni riservate attraverso gli spariti musicali alla polizia prussiana — spartiti recapitati dalla polizia subito dopo questa rivelazione. Lenverpré è un assassino, manipolatore e traditore.
Leblanc ed Hennion si precipitano a casa di Marc-Antoine per arrestarlo per tradimento alla Patria; l'uomo non oppone alcuna resistenza, e non chiede né prigione né processo, ma di permettergli di morire come un uomo d'onore. Con uno stratagemma Marc-Antoine raggiunge per primo Adrienne e minaccia di bruciarla viva versandole addosso il cherosene, ma è solo una finta; un attimo dopo lascia la stanza fingendo di suicidarsi con un colpo di pistola, ma poi fugge all'estero, presumibilmente in Germania. Adrienne viene liberata e si ricongiunge con Camille.
Victor viene rilasciato ed è acclamato, riunendosi poi con Alice. Quest'ultima si dirige a casa della presunta Odette su sua richiesta, e quando vede Jean a cavallo con Thomas chiede all'amica cosa ci fa lì. Finalmente Rose le rivela la sua vera identità e il motivo per cui si è nascosta. Mentre Rose le dice che spera di essere perdonata, Alice in lacrime le risponde che le dispiace, e si abbracciano.
- Ascolti Francia: telespettatori 6 400 000 – share 30,4%[4].